# Euceros pectinis
Euceros pectinis là một loài tò vò trong họ Ichneumonidae.